# Diplasiolejeunea cogoensis
Diplasiolejeunea cogoensis là một loài Rêu trong họ Lejeuneaceae. Loài này được Infante, Heras & Pócs mô tả khoa học đầu tiên năm 1999.